# Bratske, Mîhailivka
Bratske (în ucraineană Братське) este un sat în comuna Plodorodne din raionul Mîhailivka, regiunea Zaporijjea, Ucraina.

## Demografie
Componența lingvistică a localității Bratske
     Rusă (98,28%)
     Ucraineană (1,23%)
Conform recensământului din 2001, majoritatea populației localității Bratske era vorbitoare de rusă (98,28%), existând în minoritate și vorbitori de ucraineană (1,23%).